# (37297) 2001 BQ77
2001 BQ77 (asteroide 37297) é um asteroide troiano de Júpiter. Possui uma excentricidade de 0.07671180 e uma inclinação de 20.77104º.
Este asteroide foi descoberto no dia 26 de janeiro de 2001 por NEAT em Haleakala.